# Ormosia jamaicensis
Ormosia jamaicensis é uma espécie vegetal da família Fabaceae.
Apenas pode ser encontrada na Jamaica.